# 摩洛哥墙
摩洛哥墙，又称摩洛哥西撒哈拉墙、摩洛哥沙墙、伯姆（Berm），是摩洛哥在西撒哈拉土地上建立的一系列隔离墙，主要由砂石堆筑，总长约2,700（1,700英里），分隔了摩洛哥控制的西撒哈拉地区（摩洛哥视其为西南部省份）和波利萨里奥阵线控制下的撒拉威阿拉伯民主共和國。
根据联合国西撒哈拉全民投票特派团与联合国难民署提供的地图，部分围墙延伸到了国际承认的毛里塔尼亞领土境内。

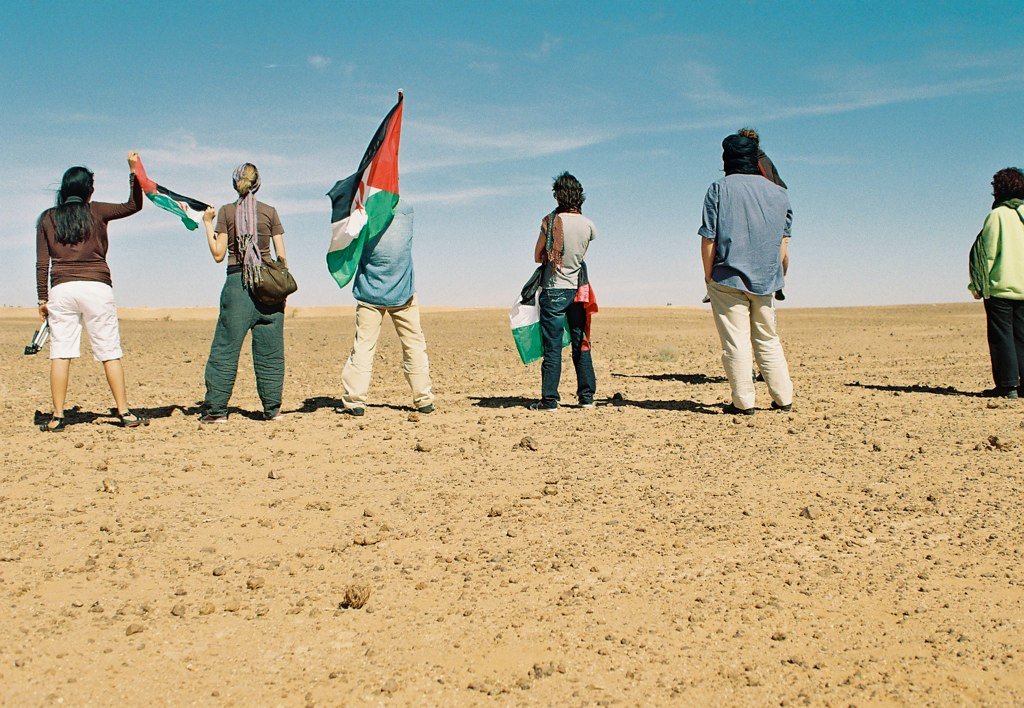
抗议者在西撒哈拉护堤前举着波利萨里奥阵线旗帜（2011年）

## 结构
围墙绵延于西撒哈拉荒无人烟的荒漠中，以沙子与石头筑成，高约3米。周围布有沙坑、围栏和地雷。墙体附近的地雷区可能是世界上最长的连续地雷带。摩洛哥控制区的一边，每隔一段距离建有兵营、碉堡和机场，有雷达监控墙外的动向。

## 后果
工事完成后，摩洛哥有效的控制了围墙以西的区域，称之为国家的“南方省区”。波利萨里奥阵线建立的撒拉威阿拉伯民主共和國控制了围墙以东，称之为“自由地带”，但绝大多数地方气候恶劣，不适宜人类居住。联合国西撒哈拉全民投票特派团负责隔离冲突双方，并监督停火的执行。

## 建造

摩洛哥围墙系统建造年代与位置图

从1980年起，随着控制区的推进，摩洛哥一共建了6道围墙，分别是：
- 第一道墙（1980年8月－1982年6月）将“有价值的三角地带”围在墙内，包括阿尤恩城，斯马拉城和布克拉的磷酸盐矿。长约500km。
- 第二道墙（1983年12月－1984年1月）围住了安玛格拉绿洲地带（西撒人阵主要控制区）。长约300km。
- 第三道墙（1984年4月－1984年5月）将西撒哈拉北部的城镇吉迪里亚和豪扎围在墙内。长约320km。
- 第四道墙（1984年12月－1985年1月）将西撒哈拉东北的城镇马赫拜斯和法尔西亚围在墙内。长约380km。
- 第五道墙（1985年5月－9月）将盖勒塔宰穆尔，比尔恩扎兰和達赫拉围在墙内。长约670km。
- 第六道墙（1987年2月－4月）将西撒哈拉南部的城镇奧塞爾德，蒂奇拉和比尔甘杜斯围在墙内。长约550km。

## 图集

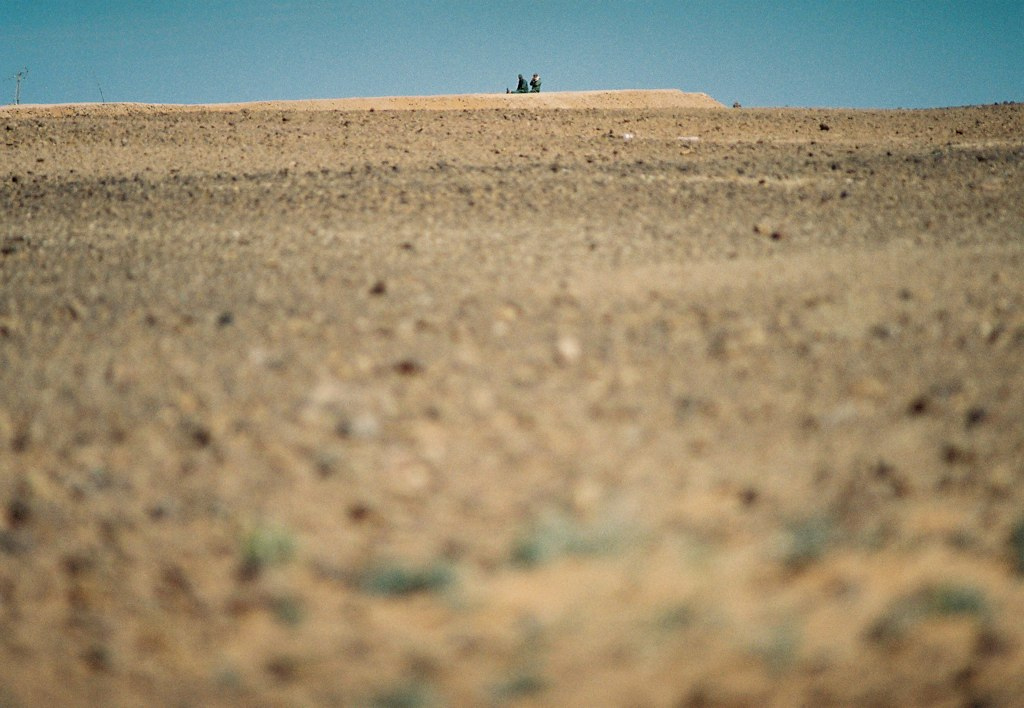
马赫拜斯以东的围墙
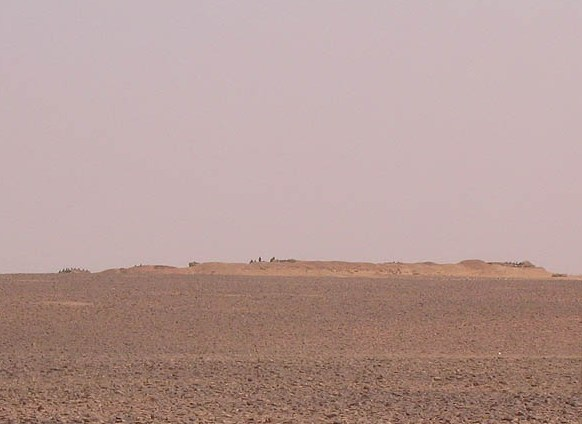
马赫拜斯以南的围墙